# Daniel Vertangen
Daniel Vertangen est un peintre hollandais du siècle d'or néerlandais né en 1601 à Amsterdam et mort en 1683 dans sa ville natale, Amsterdam.

## Galerie de photos

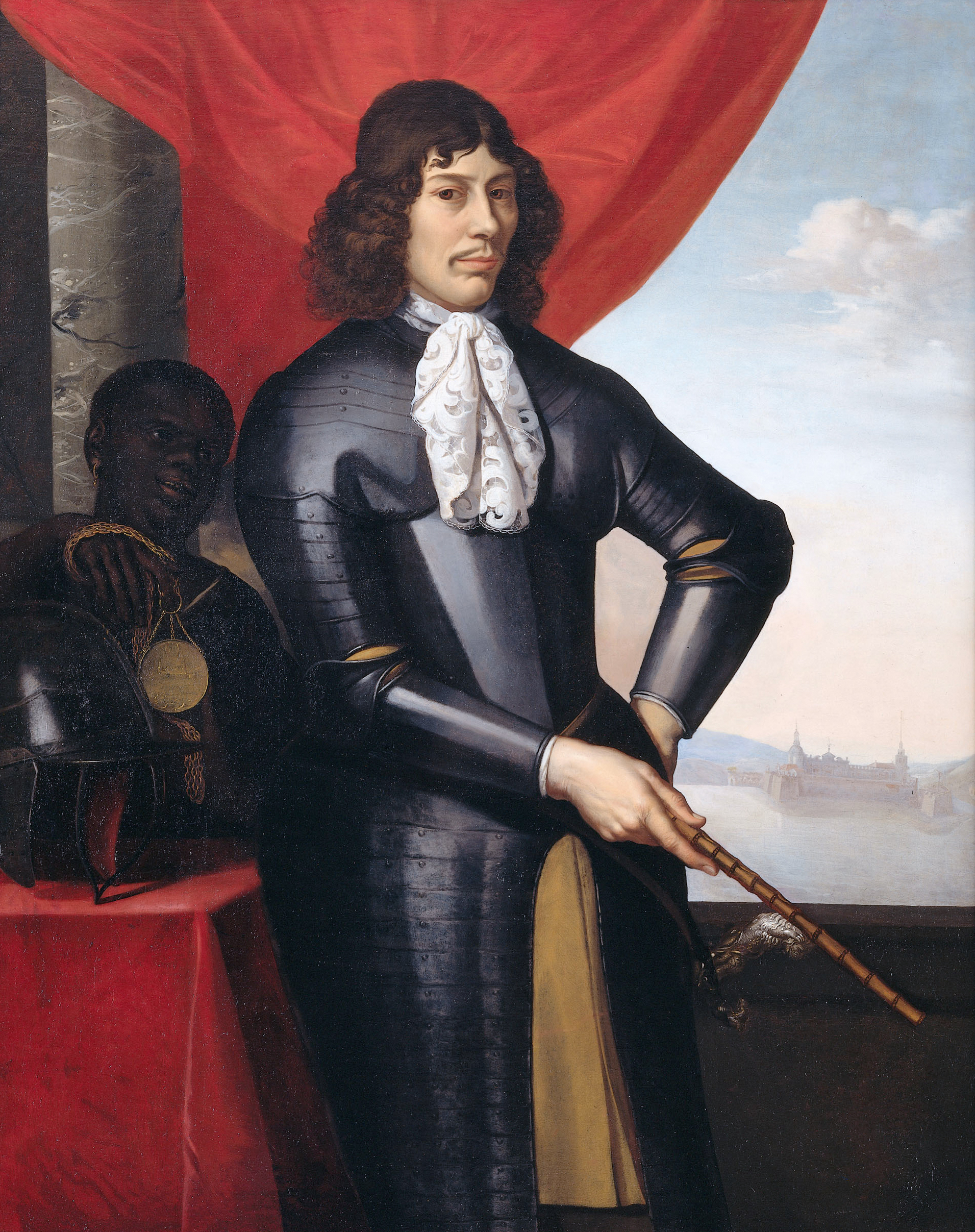
Jan Valckenburgh
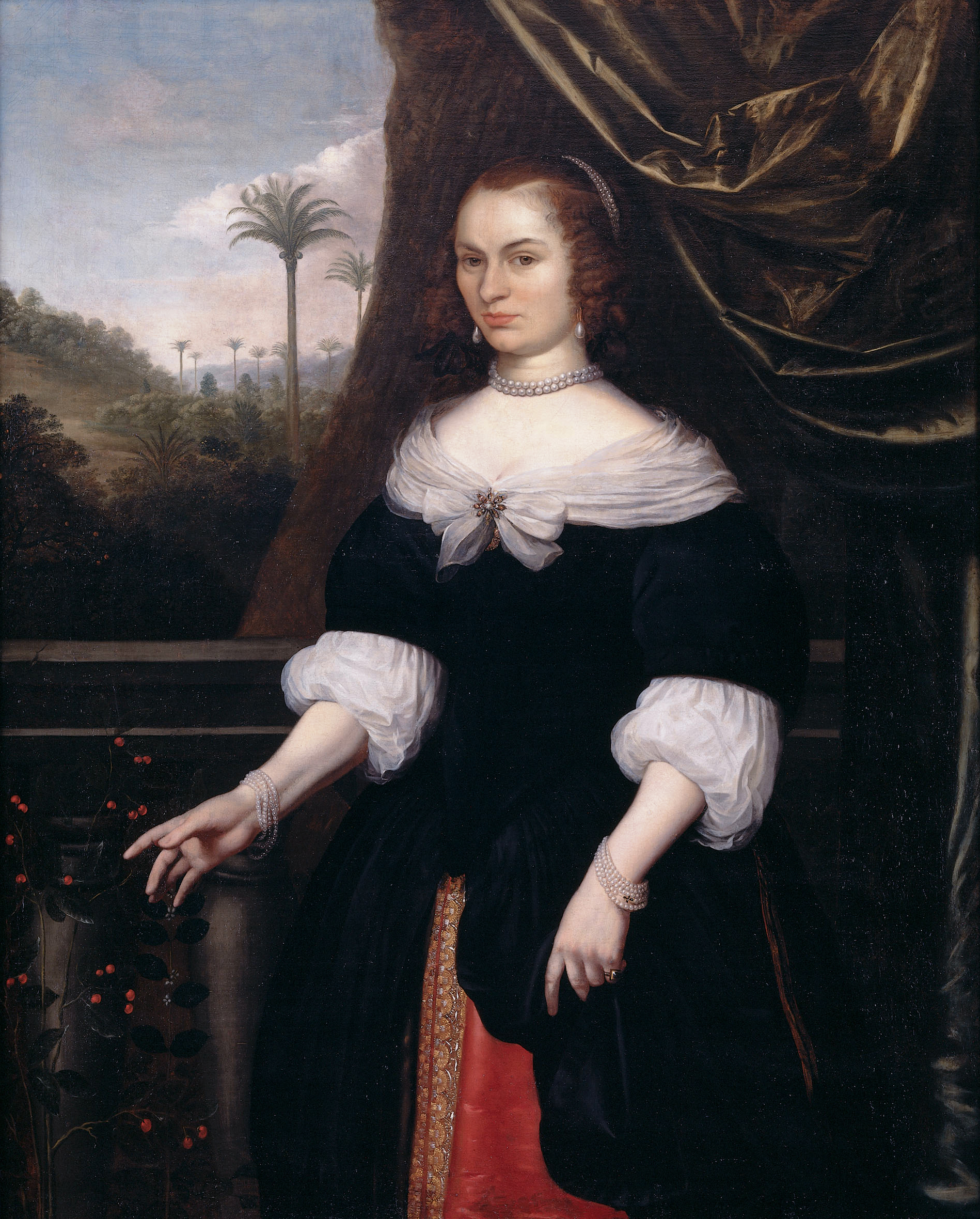
Dina Lems
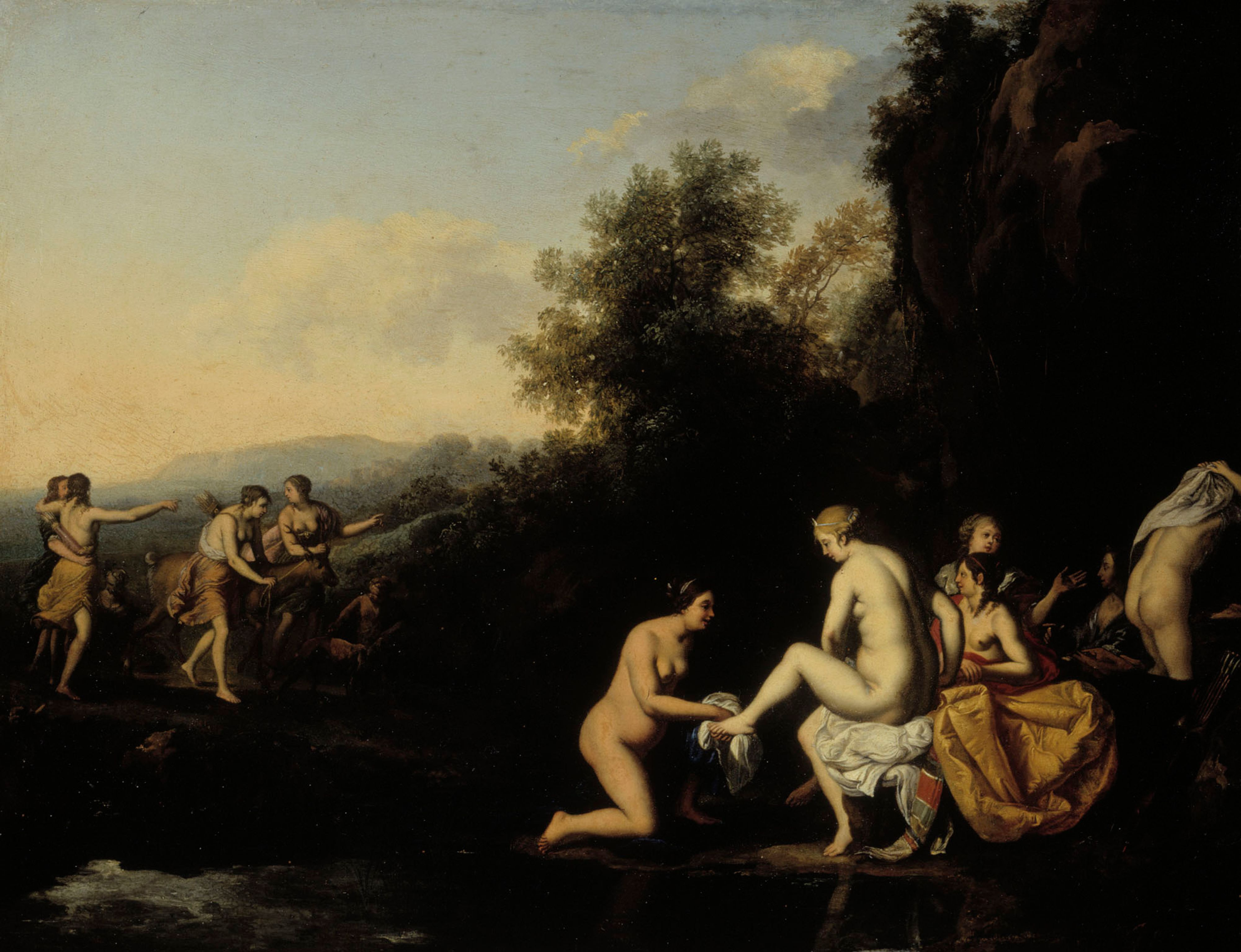
Diane et ses nymphes se baignant
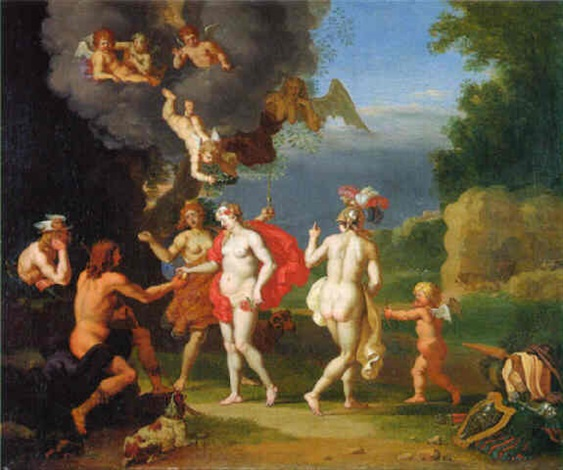
Le jugement de Paris